# Кьосев
Кьосев, Кьосов, Кьосевски, Кьосин или Кьосе-, като представка на фамилно име (например, Кьосеиванов). Имената имат общ корен турската дума köse (кьосе) със значение на човек естествено голобрад или с рядка брада, използва се само за обозначаване на физически вид.

## Личности с такива родови имена
- Кьосев
  - Александър Кьосев [1]
  - Калин Кьосев
  - Борислав Кьосев (р.1961), български волейболист
  - Георги Кьосев (? – 1915), български революционер
- Кьосевски
  - Огнян Кьосевски, музикант (група Контрол)
- Кьосеиванов
  - Георги Кьосеиванов (1884 – 1960), български политик